# البحيرة الممطرة
البحيرة الممطرة أو بحيرة ريني (بالفرنسية: lac à la Pluie؛ بالأوجيبوية: gojiji-zaaga'igan) هي عبارة عن بحيرة مياه عذبة تبلغ مساحتها 360 ميل مربع (932 كـم²) ;التي تمتد عبر الحدود بين الولايات المتحدة وكندا. ينطلق نهر ريني من الجانب الغربي للبحيرة ويتم تسخيره لتوليد الطاقة الكهرومائية لمواقع الولايات المتحدة وكندا. تقع مدن إنترناشونال فولز ورانير الأصغر وفورت فرانسيس، على جانبي نهر ريني. تشكل بحيرة ريني ونهر ريني جزءًا من الحدود بين ولاية مينيسوتا الأمريكية ومقاطعة أونتاريو الكندية.
تقع حديقة فوياجرز الوطنية في الركن الجنوب شرقي من البحيرة، حيث تتصل بحيرات كابيتوجاما وناماكان في منطقة كات فالز التاريخية. بحيرة ريني هي جزء من نظام كبير للغاية من البحيرات يشكل حوض تصريف خليج هدسون الذي يمتد من غرب بحيرة سوبيريور شمالًا إلى المحيط المتجمد الشمالي. تشتمل مستجمعات المياه في بحيرة ريني على منطقة بوندري واترز كانو البرية، وأجزاء من الغابة الوطنية المتفوقة على الجانب الأمريكي من الحدود، حديقة كويتيكو الريفية على الجانب الكندي من الحدود.

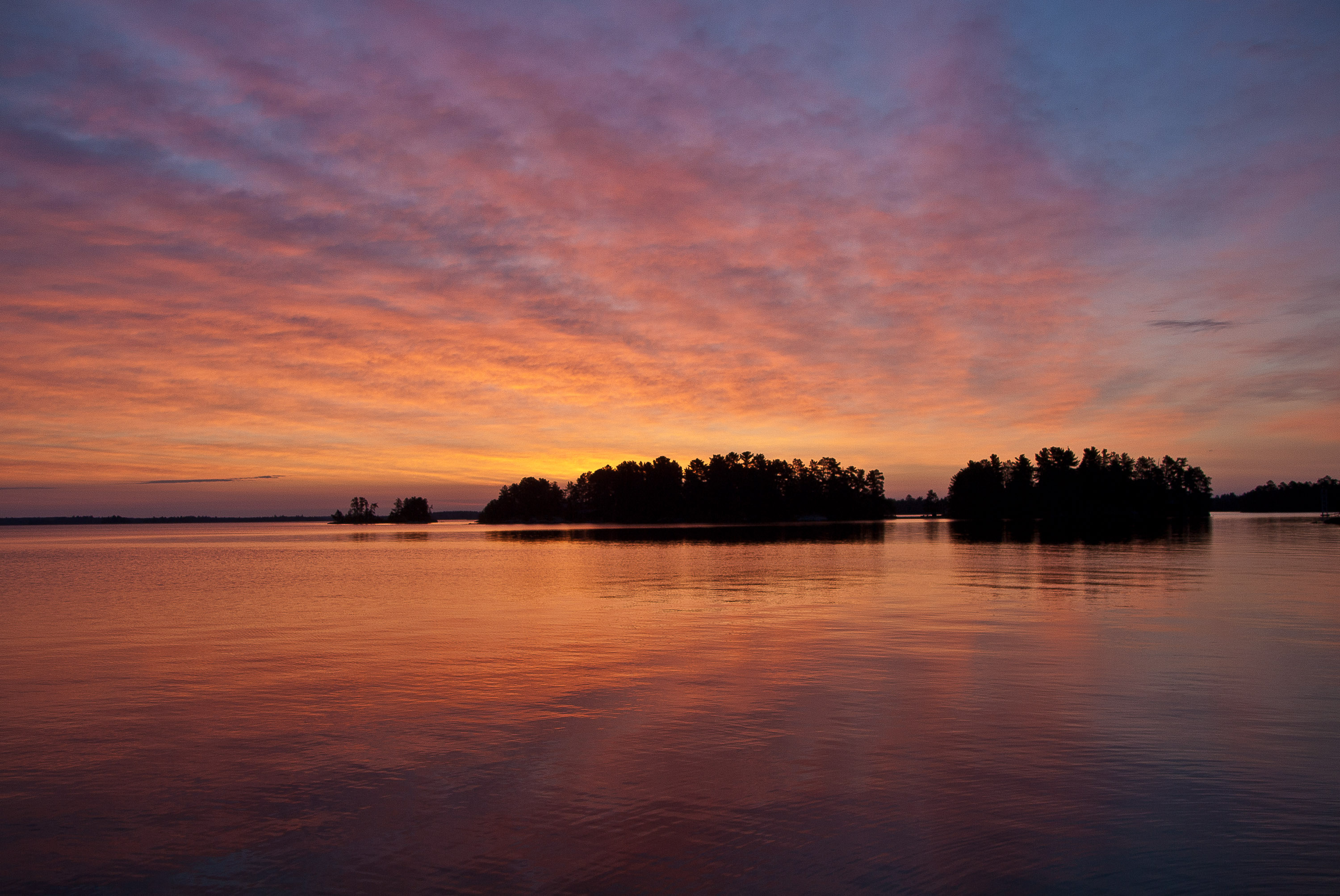
شروق الشمس فوق البحيرة الممطرة

## أنظر أيضا
- مقاطعة كوتشيتشينغ (مينيسوتا)
- حديقة فوياجرز الوطنية

## روابط خارجية
- اللوائح الكندية للقوارب - لوائح القوارب الأمريكية
- بحيرة ريني - موقع مكتب المؤتمرات والزوار
- مؤسسة إرنست أوبرهولتزر
- استكشف بحيرة ريني
- بحيرة الأمطار الدولية من مجلس مستجمعات المياه في وودز
- كوخ جون فوجيتا على بحيرة ريني
- خرائط البحيرة ومستويات البحيرة
- إدارة الموارد الطبيعية في مينيسوتا: تقرير معلومات البحيرة
- بحيرة ريني كاميرا ويب
- صيانة بحيرة ريني
- منتزه جزيرة ساندبوينت الإقليمي
- خريطة بحيرة ريني